# Tituly a vyznamenání Viktorie

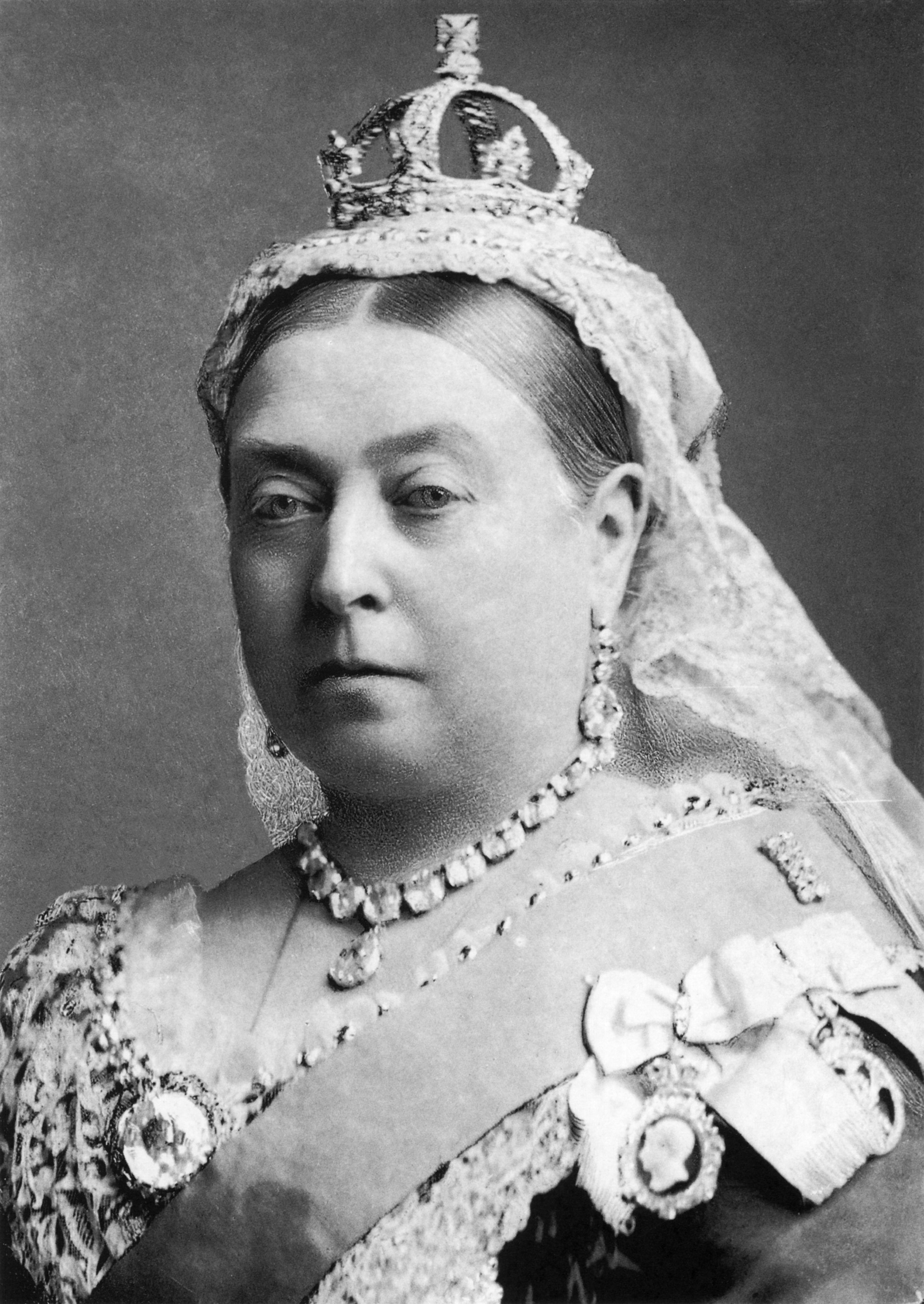
Královna Viktorie s šaty zdobenými několika řády

Viktorie, narozená jako Alexandra Viktorie, britská královna a první císařovna Indie, obdržela během svého života řadu britských i zahraničních titulů a vyznamenání. Několik řádů také sama založila.

## Tituly
- 24. května 1819 – 20. června 1837: Její královská Výsost princezna Alexandrina Viktorie z Kentu
- 20. června 1837 – 22. ledna 1901: Její Veličenstvo královna

Ke konci její vlády zněl její celý titul: Její Veličenstvo Viktorie, z Boží milosti, královna Spojeného království Velké Británie a Irska, obránkyně víry, císařovna Indie (anglicky Her Majesty Victoria, by the Grace of God, of the United Kingdom of Great Britain and Ireland Queen, Defender of the Faith, Empress of India).

## Erb

Královský erb užívaný v letech 1837 až 1952 ve Spojeném království mimo Skotska
Královský erb užívaný v letech 1837 až 1952 ve Skotsku

## Vyznamenání

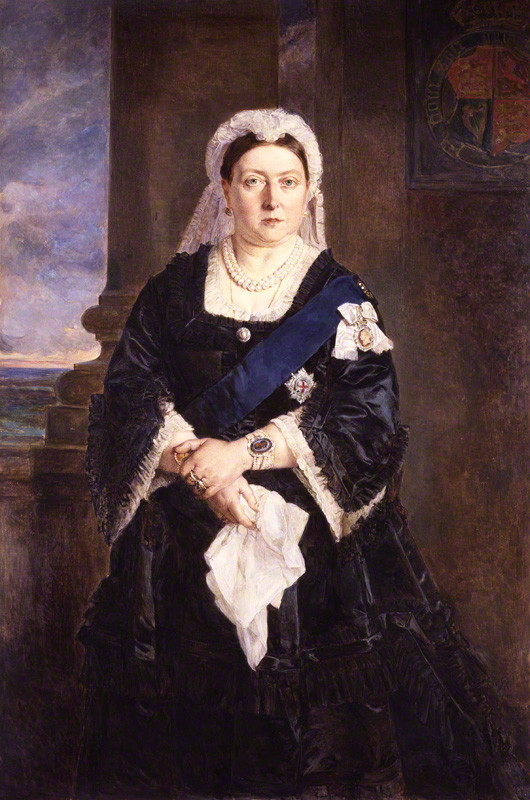
Portrét královny Viktorie s několika řády

Královský monogram Viktorie

### Britská vyznamenání

#### Zakladatelka
- Řád indické hvězdy – 25. června 1861[2]
- Královský řád Viktorie a Alberta – 10. února 1862[3]
- Řád indické koruny – 10. února 1862[4]
- Královský červený kříž – 27. dubna 1883[5]
- Řád za vynikající službu – 6. listopadu 1886[6]
- Královský řád Viktoriin – 23. dubna 1896[7]

#### Osobní ocenění
- Královský rodinný řád Jiřího IV. – 1826[8]
- Albertova medaile Královské společnosti umění, řemesel a obchodu – 1887[9]

### Zahraniční vyznamenání
- Brazilské císařství
  -  velkokříž Řádu Petra I. – 3. prosince 1872[10]
- Bulharsko
  - Řád Bulharského Červeného kříže – srpen 1887[11]
- Černohorské knížectví
  -  velkokříž Řádu knížete Danila I. – 1897[12]
- Etiopské císařství
  -  velkokříž Řádu Šalomounovy pečeti – 22. června 1897[13]
- Francie
  -  velkokříž Řádu čestné legie – 5. září 1843[14]
- Havajské království
  -  velkokříž s řetězem Řádu Kamehamehy I. – červenec 1881[15]
- Hesenské velkovévodství
  -  dáma Řádu zlatého lva – 25. dubna 1885[16]
- Mexiko
  -  velkokříž Císařského řádu Guadalupe – 1854
- Persie
  -  Řád slunce I. třídy s diamanty – 20. června 1873[17]
- Portugalsko
  -  dáma Řádu svaté Isabely – 23. února 1836[18]
  -  velkokříž Řádu neposkvrněného početí Panny Marie z Vila Viçosa[19]
- Prusko
  -  dáma Řádu Luisina I. třídy – 11. června 1857[20]
- Ruské impérium
  -  velkokříž Řádu svaté Kateřiny – 26. června 1837[21]
- Sasko-Kobursko-Gothajsko
  - Stříbrná svatební medaile vévody Alfréda a vévodkyně Marie – 23. ledna 1899[22]
- Rattanakosinské království
  -  velkokříž Řádu bílého slona – 1880[23]
  -  dáma Řádu Mahá Čakrí – 1887[24]
- Srbské království[25][26]
  -  velkokříž Řádu Takova – 1882
  -  velkokříž Řádu bílého orla – 1883
  -  velkokříž Řádu svatého Sávy – 1897
- Španělsko
  -  dáma Řádu královny Marie Luisy – 21. prosince 1833[27]
  -  velkokříž Řádu Karla III.[19]